# Herbert Rodríguez
Herbert Alfredo Rodríguez Huachín (Lima, Perú, 1959) es un artista visual y activista contracultural peruano destacado por sus creaciones de arte crítico dentro de la coyuntura política y social del Perú. Estudió en la Escuela de Artes Plásticas de la Pontificia Universidad Católica del Perú (1976-1981). Formó parte de E. P. S. Huayco (1979 – 1981) y de proyectos colectivos como Contacta 79 (1979). Fue director del Centro Cultural El Averno ubicado en el Jirón Quilca, en el centro de Lima, entre los años 1998 y 2012.
El trabajo de Rodríguez cuestiona la institucionalidad artística, critica la moralidad, lucha por la democracia, los derechos humanos y defiende el patrimonio. Incorpora el sentido de la conciencia y del rescate de la memoria a través de exposiciones temáticas, murales, instalaciones, intervención de espacios públicos y proyectos comprometidos con la realidad peruana. Su plástica incorpora diversos elementos referenciales y simbólicos entre los cuales convergen las figuras míticas del Perú precolombino, predominando su inclinación hacia el primitivismo y expresionismo, permitiendo así expresar su sentir ante la situación actual del arte. Asimismo, es pionero en la realización de crudas piezas en las que se apropia de imágenes de sexo y violencia aparecidas diariamente en los periódicos peruanos de la época, para reelaborar críticamente sobre la indiferencia y desapego experimentada en la sociedad de consumo frente a instancias de violencia estructural.
Ha presentado numerosas exposiciones individuales y representó al Perú en eventos internacionales como la XVII Bienal de São Paulo (1983). y la más reciente 59 Bienal de Venecia (2022)

## Trayectoria artística

### Inicios
A fines de 1979, Rodríguez, muestra una creatividad en abierta contestación a la academia. Su obra llamaba la atención por la experimentación en los materiales y procesos empleados que los acercaban al no-objetualismo, las cuales encontrarían lugar en el festival Contacta 79 del grupo Paréntesis, presentando su obra Colgajo, ensamblaje escultórico efímero que remitía a la naturaleza y a lo mágico religioso. Asimismo, Rodríguez reforzaría, en su proceso creativo, su aprecio por la estética popular y también, la influencia del pop internacional ligado a Robert Rauschemberg. En el Arte al Paso del taller Huayco, su obra dialoga con la cultura del migrante andino llegado a la ciudad y sus iconos: los quioscos, decoración de microbuses y la música chicha, mostrando predilección por las técnicas artesanales y el uso de materiales desgastados que durante su trayectoria artística serán empleados con mayor radicalidad.
El 3 de marzo de 1981 realiza su primera individual en la Galería Rama Dorada, en la cual reúne un conjunto de dibujos, serigrafías y objetos en los que muestra una búsqueda formal dirigida hacia un rompimiento de equilibrio, mostrando así la conciencia del arte popular. En diciembre de 1981, Rodríguez descuelga sus cuadros en la ceremonia de inauguración de la exposición de fin de año de la Escuela de Artes Plásticas de la Universidad Católica. Dicha acción expresaba la crisis de la escuela y la enseñanza de las artes plásticas del país. Tras ello, Rodríguez desarrolla una introspección crítica de su formación artística, generando una línea experimental manifestada en su serie de monotipias Escuela ciega, sorda y muda (1981 – 1982). En este periodo realiza sus primeras experimentaciones con la fotografía y el fotomontaje.
Es en su exposición en la galería La Araña (1982) donde Rodríguez presenta obras texturales, tótems, ensamblajes, pinturas y dibujos, un conjunto de monotipias y collages en los que aparecen de forma explícita cadáveres de víctimas de la violencia interna y temas alusivos a la política mundial.

### Arte, política y sociedad

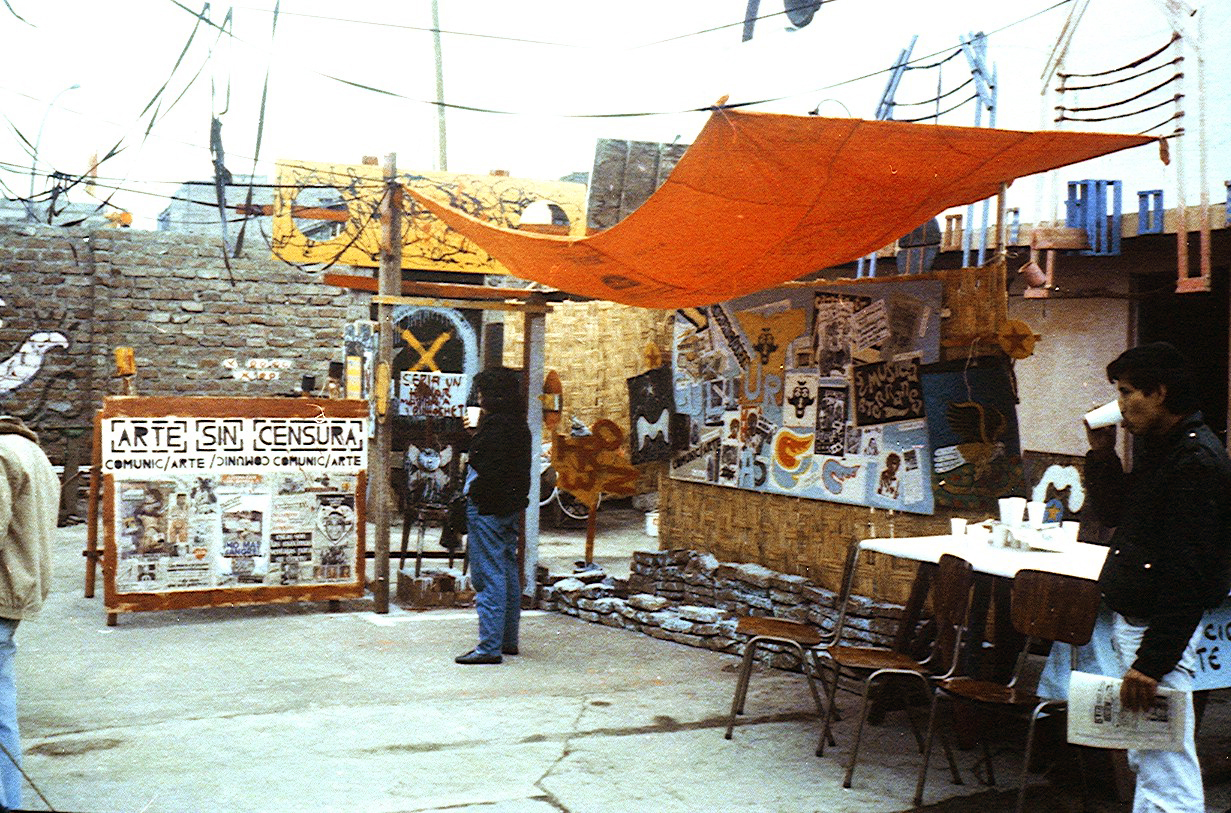
Fotografía en Carpa Teatro - 1986

Rodríguez ingresa al circuito del arte correo en 1981, a partir de su participación en la exposición internacional organizada por el artista italiano Ruggero Maggi. En 1983, junto a Amnistía Internacional y Armando Williams; Rodríguez organizaría la versión peruana de esta experiencia con la temática de los derechos humanos. A esta exposición llegarían las noticias sobre las torturas en Chile y las desapariciones de activistas de izquierda en Argentina a manos de los gobiernos dictatoriales de ese entonces. Paralelamente, en noviembre de 1983, Rodríguez es seleccionado como uno de los artistas invitados a la XVII Bienal de Sao Paulo, erigiendo el “altar al yo”.
Algunos medios de prensa presentaban la violencia política ejercida en el interior del país mostrando las primeras imágenes de cadáveres con cuerpos torturados, cercenados o calcinados. Rodríguez emplearía dichas fotografías para la elaboración de obras con procesos de fotocopia, mediante copia de copia, buscando el alto contraste expresionista, reduciendo las imágenes y así generar nuevas posibilidades gráficas.
En 1986, junto con Los Bestias (1984 – 1987) Rodríguez forma parte del programa cultural de la Carpa Teatro del Puente Santa Rosa donde dan continuidad a la escena subterránea. De Los Bestias surge el Taller NN (1987 – 1989). Trabajaron colaborativamente en diversos proyectos, siendo uno de ellos, la exposición sobre el informe del congresista Rolando Ames acerca de la matanza de presos en el penal de El Frontón durante el primer gobierno de Alan García (1985 – 1990).
En 1989, Herbert Rodríguez emprende la campaña Arte-Vida en la Ciudad Universitaria de San Marcos, llevando sus collages, carteles y monotipias para intervenir las paredes con enormes murales collage llenos de composiciones con frases e imágenes que confrontaban los murales subversivos presentes en los pasadizos de la Facultad de Letras de San Marcos. Es invitado a formar parte de la Campaña Nacional Perú, Vida y Paz, interviniendo así a la Pontificia Universidad Católica del Perú, y a los distritos de La Perla y Carmen de la Legua en el Callao.
En 1993 presenta Primitivo en L’ Imaginaire de la Alianza Francesa, donde, en palabras de Elida Román: el artista ha tratado de despojarse de normas o reglas sobre el tratamiento y despliegue de su creatividad. Creatividad volcada en arte utilitario, expuesto en  Mercado de Arte ese mismo año A fines de 1993, Rodríguez viaja a Londres con su familia; viaje que afianzó su alternativa creativa experimental. A su retorno a Lima, en 1995, retoma la tarea del cuestionamiento a la institucionalidad artística a través de sus altares al yo y propuestas de arte aplicado. En 1997, Rodríguez exhibe en la galería Extramuros, su muestra Museo de arte: Feria de prestigios, conteniendo obras suyas y colaborativas con Bichos M.T.V, convirtiendo el espacio en un museo del cachivache underground que hace participar al público. Ese mismo año, en el Centro Cultural de la PUCP, se realizó bajo la curaduría de Jorge Villacorta, ¡¿Kontrakultura?! Arte alternativo Lima 1979 – 1997 con el cual buscaba evidenciar que el arte alternativo existe y que los eventos artísticos críticos fueron acontecimientos, no una muestra de arte.

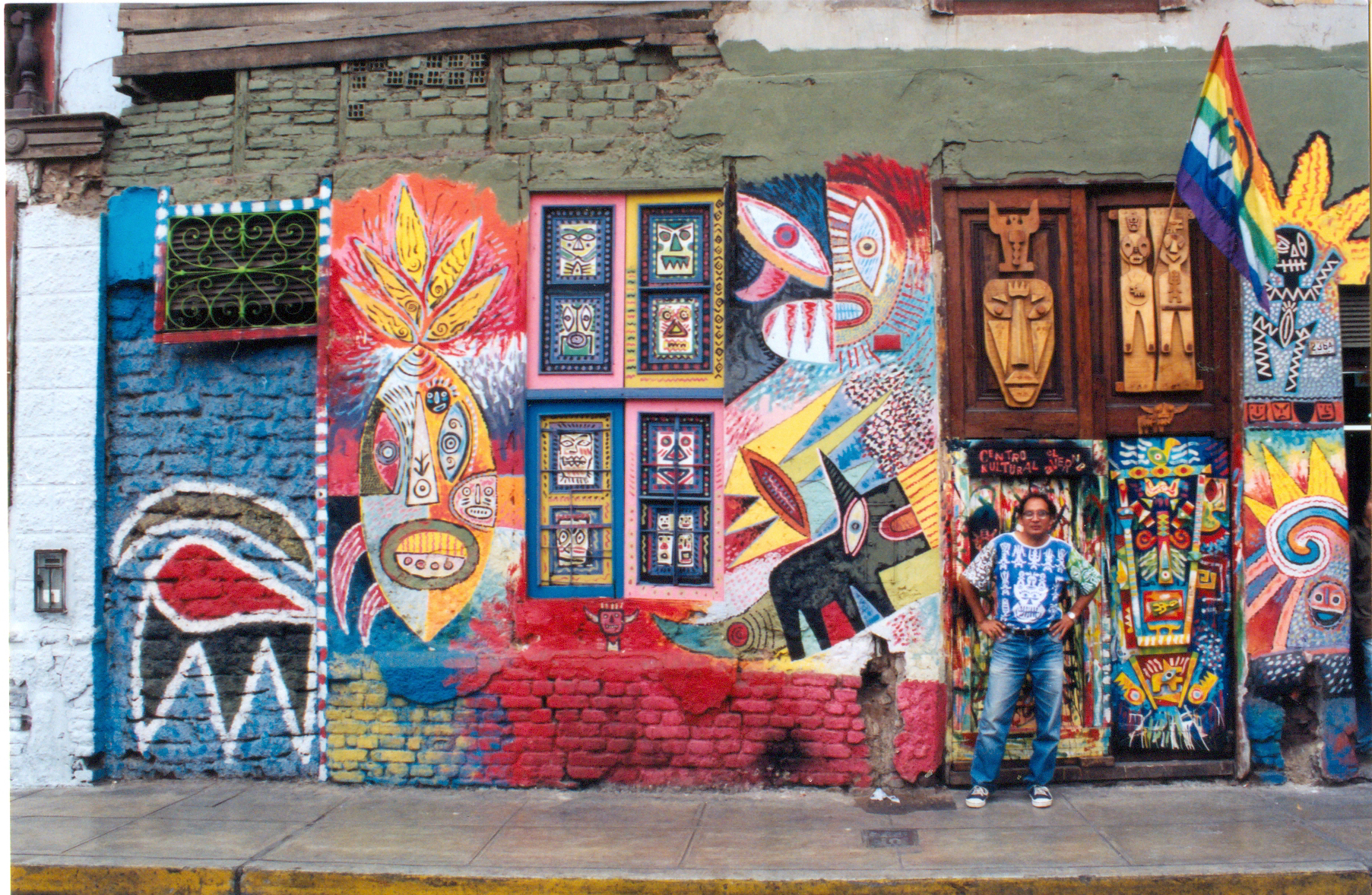
Herbert Rodríguez en la portada de El Averno - 2001

Rodríguez iniciaría una batalla visual contra la dictadura en pleno centro de Lima, desde el Centro Cultural El Averno (1998 – 2012) La presencia de Rodríguez en El Averno fue de vital importancia para la definición de su propuesta estética. La muralización acompaña a Rodríguez tanto en el cambio permanente de la fachada del Centro Cultural El Averno como en su lucha por los derechos humanos. Siendo así, en 1999, en el Ovalo de los Derechos Humanos, distrito de La Victoria, realiza un mural sobre los presos injustamente encarcelados.
El arte puro versus el arte social es expuesto desde la perspectiva de Rodríguez en la galería Praxis, con Biba la vida... Disolver la demo... grasa (1999). En octubre de 2001 exhibe Yo, anarco indigenista rodeado de los murales del Averno. En 2002 se dio la Bi-anal de Lima con artistas que pretendían protestar contra la dictadura y estar a favor de la libertad de expresión. Asimismo, el primitivismo presente en la estética de Rodríguez se ve expuesto en las galerías Punctum con Pixel-Color Ritual (2004) y Dédalo con Jugar con Fuego (2005)
Con El Averno, Rodríguez se suma a las campañas Cristo antitaurino, No al TLC, La selva no se vende (2008), entre otras, en respuesta a la criminalización de la protesta promovida por el gobierno de turno. A fines del 2007 se realiza la retrospectiva de Herbert Rodríguez titulada De la guerra a la casona: Vestigios, desechos y despojos en el Centro Cultural de la Universidad Nacional Mayor de San Marcos la cual reúne sus obras desde los años 70 bajo la curaduría de Juan Peralta.
Pese a proyectos de muralización y permisos de los dueños de las fachadas, los murales en Quilca despertaron discrepancias entre vecinos y con ello varias intervenciones municipales. Tras un primer intento de desalojo del supuesto dueño del local, es en setiembre del 2006, que El Averno sufre un ataque de delincuentes quienes incendiaron el local como amenaza dejando cuantiosas pérdidas en cuadros al óleo, materiales, escenografías y diversas obras. En 2010, se realizó una intervención policial al local como parte de un “operativo antidrogas” durante un concierto de rock, rompiendo las puertas y agrediendo a los presentes. En marzo del 2011 se inauguró El Averno contraataca, muestra colectiva con Herbert Rodríguez, Elio Martuccelli, Aurelio de la Guerra y Jorge Miyagui en busca de impulsar el proyecto Quilca Bulevar de la Diversidad.
El jueves 25 de octubre del 2012, el Centro Cultural El Averno cierra sus puertas al público luego de ser foco de difusión cultural por 14 años.

### Actualidad
Durante los años de 2011 y 2013 , ante la inminente amenaza de la huaca Puruchuco, Rodríguez forma parte de las acciones públicas por la defensa de Puruchuco en una serie de plantones realizados en el frontis del Ministerio de Cultura.
En octubre de 2012, el Museo Reina Sofía de Madrid inaugura la exposición Perder la forma humana. Una imagen sísmica de los años ochenta en América Latina, que persigue reactivar prácticas artísticas y políticas que tuvieron lugar durante la década de los ochenta en distintos contextos latinoamericanos. En noviembre de 2012, exhibe Primitivo en las salas de Espacio de Arte de la Fundación Euroidiomas.
Su preocupación por registrar y sistematizar el activismo local, de la mano con generar una nueva institucionalidad artística, le permitió presentar Arte ¿Para qué? en el Centro Cultural de Bellas Artes en mayo de 2016, desplegando los 36 metros de línea de tiempo del arte alternativo en el periodo 1979-2016. En febrero de 2017 se llevó a cabo la exposición “Nadie sale vivo de aquí: Herbert Rodríguez 1979-2016”, muestra que reúne más de un centenar de obras en las que el artista desarrolla un arte-lenguaje echando mano a imágenes y titulares de los medios de prensa y publicidad de la época, así como materiales que contienen un peso objetual y notablemente pictórico.  Asimismo, en 2019, Inteligencia Salvaje: La contraesfera pública (1979-2019) es la exposición de historia del arte crítico gestada por Herbert Rodríguez, Issela Ccoyllo y Jorge Villacorta la cual sistematiza innumerables obras gráficas, pintura, escultura, collage, afiches y revistas como registro de diversas vivencias personales y colectivas de un grupo de artistas caracterizados todos por un activo accionar en el espacio público.
El Museo Reina Sofía de Madrid presenta su colección Vasos comunicantes (1881 – 2019), exhibiendo así en Los enemigos de la poesía. Resistencias en América Latina la serie Violencia estructural de Herbert Rodríguez. Ese mismo año, Perù forma parte de ARCO Madrid 2019 bajo la curaduría de Sharon Lerner quien recoge una selección de galerías que cubre múltiples generaciones de artistas trabajando en distintos medios, siendo Rodríguez uno de los artistas invitados por ser “quien forma parte de la intensa escena subterránea limeña de los años 80"
En abril de 2022, Rodríguez es elegido como el artista representante del Pabellón Peruano en la 59 Bienal de Venecia con la exhibición “La paz es una promesa corrosiva” curada por Jorge Villacorta y Viola Varotto, presentando su obra desde el movimiento subterráneo hasta el proyecto Arte-Vida en San Marcos.

## Colecciones
Su obra es objeto de revisión y estudio en el ámbito internacional y se ha exhibido en exposiciones históricas del arte de la región. Entre ellas destacan Perder la forma humana, una imagen sísmica de los años ochenta en América Latina, presentada en el Museo Reina Sofía (España, 2012) y en el Museo de Arte de Lima (Perú, 2013), América Latina: Fotografías 1960 – 2013 presentada en la Fondation Cartier pour l’art contemporain (Francia, 2013), Perú, en la galería Henrique Faria (Argentina, 2016), entre otras.
Su obra forma parte de las colecciones del Museo Reina Sofía, Museo de Arte de Lima, Fondation Cartier pour l’art contemporain, Museo de Arte de San Marcos, Micromuseo, Toluca Fine Arts, Museo Itinerante Arte por la Memoria, Museo del Lugar de la Memoria, la Tolerancia y la Inclusión Social, entre otros.

## Reconocimientos
- 2018. Medalla “Daniel Hernández” por la Escuela Nacional de Bellas Artes, en reconocimiento a la trayectoria del Grupo Huayco.[7]